# Invincibili (singolo)
Invincibili è un singolo della cantautrice italiana Annalisa Minetti pubblicato il 3 dicembre 2021.

## Descrizione
Il singolo viene eseguito live da Annalisa Minetti in anteprima nazionale il 30 ottobre 2021 durante "Favole di Luce", la VI edizione delle luminarie artistiche di Gaeta.
Invincibili è stato scritto per le musiche da Marco Colavecchio e da Andrea Amati; quest'ultimo è anche l'autore del testo. È stato prodotto ed arrangiato da Marcello Sutera.
Nel 2022 Annalisa Minetti viene premiata con il "Microfono d'oro" come "Premio solidarietà" per il singolo Invincibili.

## Tracce
1. Invincibili – 3:14 (testo: Andrea Amati – musica: Andrea Amati e Marco Colavecchio)

## Formazione
- Voce: Annalisa Minetti
- Batteria e programmazione: Marcello Sutera
- Chitarre: Lorenzo Ceci
- Cori: Valentina Ducros e Roberta Gentile
- Produzione: Marcello Sutera
- Arrangiamenti: Marcello Sutera
- Arrangiamento archi: Michele Monestiroli e Marcello Sutera
- Registrazione e mixaggio: Fabrizio Ludovici